# Rakwana
Rakwana is een geslacht van rechtvleugeligen uit de familie Pyrgomorphidae. De wetenschappelijke naam van dit geslacht is voor het eerst geldig gepubliceerd in 1933 door Henry.

## Soorten
Het geslacht Rakwana  is monotypisch en omvat slechts de volgende soort:
- Rakwana ornata (Henry, 1933)